# Cargolet de Mérida
El cargolet de Mérida (Cistothorus meridae) és una espècie d'ocell de la família dels troglodítids (Troglodytidae).

## Hàbitat i distribució
Habita zones obertes dels Andes als Estats de Trujillo i Mérida, al nord-oest de Veneçuela.